# Гимнастика на летних Азиатских играх 1974
Соревнования по гимнастике на летних Азиатских играх 1974 проходили с 1 по 16 сентября 1974 года. Это был первый случай включения гимнастики в программу Азиатских игр. Соревнования проводились лишь по спортивной гимнастике; в них приняли участие представители четырёх стран.

## Общий медальный зачёт
| Место | Страна           | Золото | Серебро | Бронза | Всего |
| ----- | ---------------- | ------ | ------- | ------ | ----- |
| 1     | Китай            | 8      | 8       | 2      | 18    |
| 2     | Япония           | 4      | 3       | 2      | 9     |
| 3     | Республика Корея | 2      | 0       | 2      | 4     |
| 4     | КНДР             | 1      | 3       | 7      | 11    |
| Всего | Всего            | 15     | 14      | 13     | 42    |

## Медалисты

### Мужчины
| Вид                   | Золото                                                                                  | Серебро | Бронза                                          |
| --------------------- | --------------------------------------------------------------------------------------- | --- | ----------------------------------------------- |
| Командное первенство  | Китай · Цай Хуаньцзун · Ляо Жуньтянь · Пань Чэньфэй · У Шоудэ · Ян Минмин · Чжао Цзявэй | Япония · Кадзуо Хоридэ · Кэндзи Игараси · Такэо Игараси · Рюдзи Накаяма · Хидэюки Нодзава · Хироси Сугавара | КНДР · Ким Сон Иль · Ким Сон Джин · Сон Сун Бон |
| Многоборье            | Кадзуо Хоридэ Япония                                                                    | Цай Хуаньцзун Китай                                                                                         | Ли Юн Тэк Республика Корея                      |
| Вольные упражнения    | Кадзуо Хоридэ Япония                                                                    | Сон Сун Бон КНДР                                                                                            | Ким Сон Иль КНДР                                |
| Упражнения на коне    | Цай Хуаньцзун Китай                                                                     | Ян Минмин Китай                                                                                             | Ким Хве Чхоль Республика Корея                  |
| Упражнения на кольцах | Ким Кук Хан Республика Корея                                                            | Ляо Жуньтянь Китай                                                                                          | Сон Сун Бон КНДР                                |
| Опорный прыжок        | Кадзуо Хоридэ Япония                                                                    | Цай Хуаньцзун Китай                                                                                         | Хидэюки Нодзава Япония                          |
| Параллельные брусья   | Ли Юн Тэк Республика Корея                                                              | Хидэюки Нодзава Япония Цай Хуаньцзун Китай                                                                  |                                                 |
| Перекладина           | Цай Хуаньцзун Китай                                                                     | Кадзуо Хоридэ Япония                                                                                        | Пань Чэньфэй Китай                              |

### Женщины
| Вид                  | Золото                                                                  | Серебро                                                 | Бронза                                                                                          |
| -------------------- | ----------------------------------------------------------------------- | ------------------------------------------------------- | ----------------------------------------------------------------------------------------------- |
| Командное первенство | Китай · Дин Чжаофан · Цзян Шаои · Нин Сяолинь · Ван Гуйпин · Синь Гуйцю | КНДР · Хван Джо Я · Чо Юн Хи · Ким Джун Су · Пак Юн Сук | Япония · Кадзуэ Ханю · Тиэко Кито · Кумико Нагаока · Юко Накамото · Миса Ватанабэ · Рэйко Ёсида |
| Многоборье           | Цзян Шаои Китай                                                         | Нин Сяолинь Китай                                       | Синь Гуйцю Китай                                                                                |
| Вольные упражнения   | Цзян Шаои Китай                                                         | Нин Сяолинь Китай                                       | Чо Юн Хи КНДР                                                                                   |
| Опорный прыжок       | Рэйко Ёсида Япония                                                      | Хван Джо Я КНДР                                         | Чо Юн Хи КНДР                                                                                   |
| Разновысокие брусья  | Чо Юн Хи КНДР Цзян Шаои Китай                                           |                                                         | Хван Джо Я КНДР                                                                                 |
| Бревно               | Цзян Шаои Китай                                                         | Синь Гуйцю Китай                                        | Чо Юн Хи КНДР                                                                                   |